# ハナミョウガ属

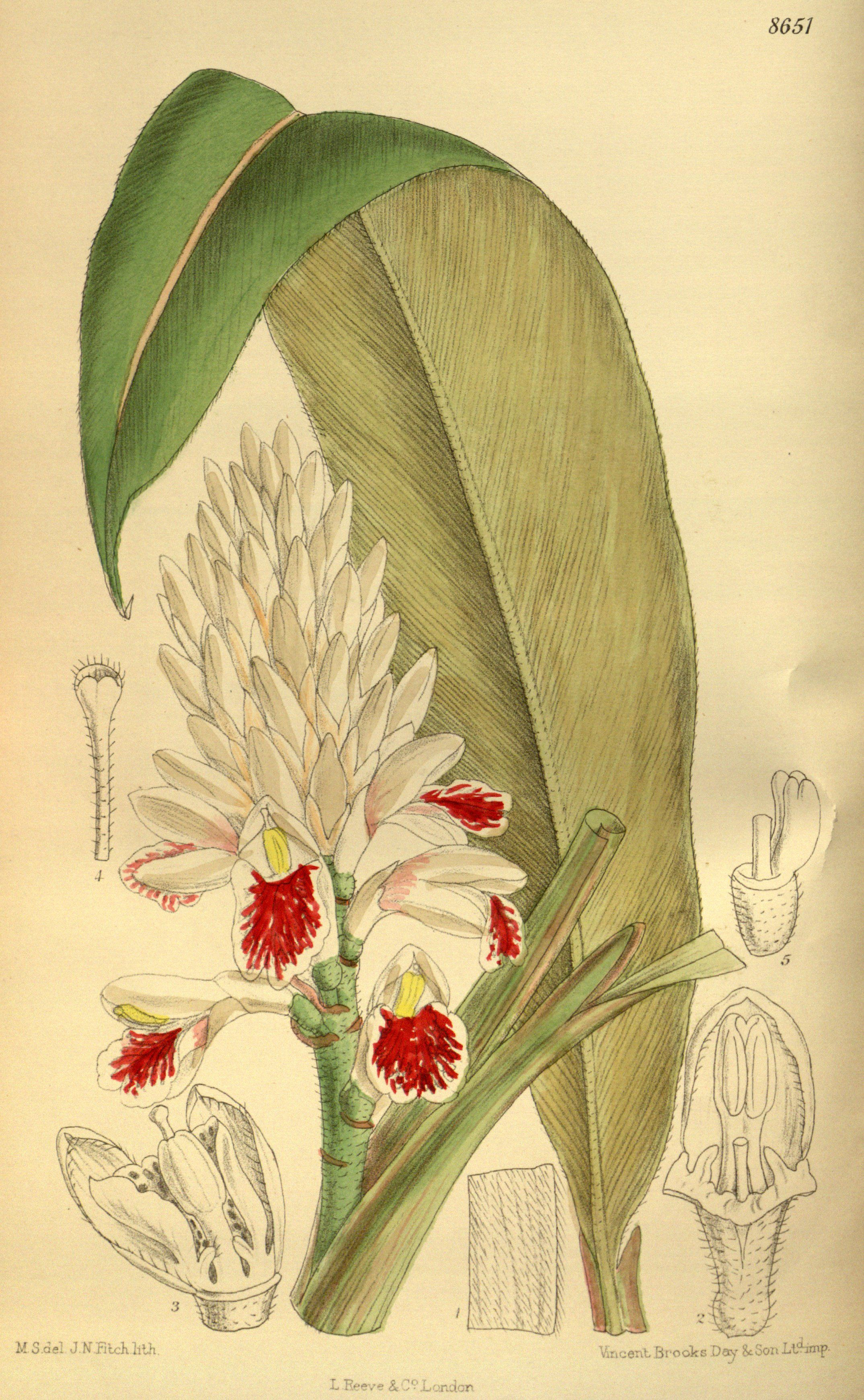
図版（A. elwesii）

ハナミョウガ属 Alpinia はショウガ科の1属。花の美しいものが多く、観賞用に栽培されるものもある。園芸方面では学名仮名読みのアルピニアも使われる。

## 概説
この属には大きな葉の並んだ偽茎の先端から長い花序を出し、多数の花をつける種が含まれる。種数も多く、アジアの温暖な地域から太平洋諸島に広く分布する。花の美しいものが多く、ゲットウなどは鑑賞目的で栽培される。また香りの強いものも多く、薬用とされるものも多い。学名はイタリアの医師、植物学者プロスペロ・アルピーニ（P. Alpini）にちなむ。

## 特徴
多年生の草本。地下に根茎がある。葉には長い葉鞘があり、それらは互いに巻き付きあって地上に立ち上がり、偽茎を形成する。葉身はカンナのように丈夫で大きく、偽茎に2列互生の形でつく。葉身と葉鞘の区切りには葉舌がある。葉身は長楕円形から披針形。
花は偽茎の先端から伸びる花茎につき、円錐花序、あるいは穂状花序をなす。花は唇弁だけが大きくて目立つ。果実は球形になり、柔らかいかやや固くなり、あるいは多肉質で普通は裂けない。

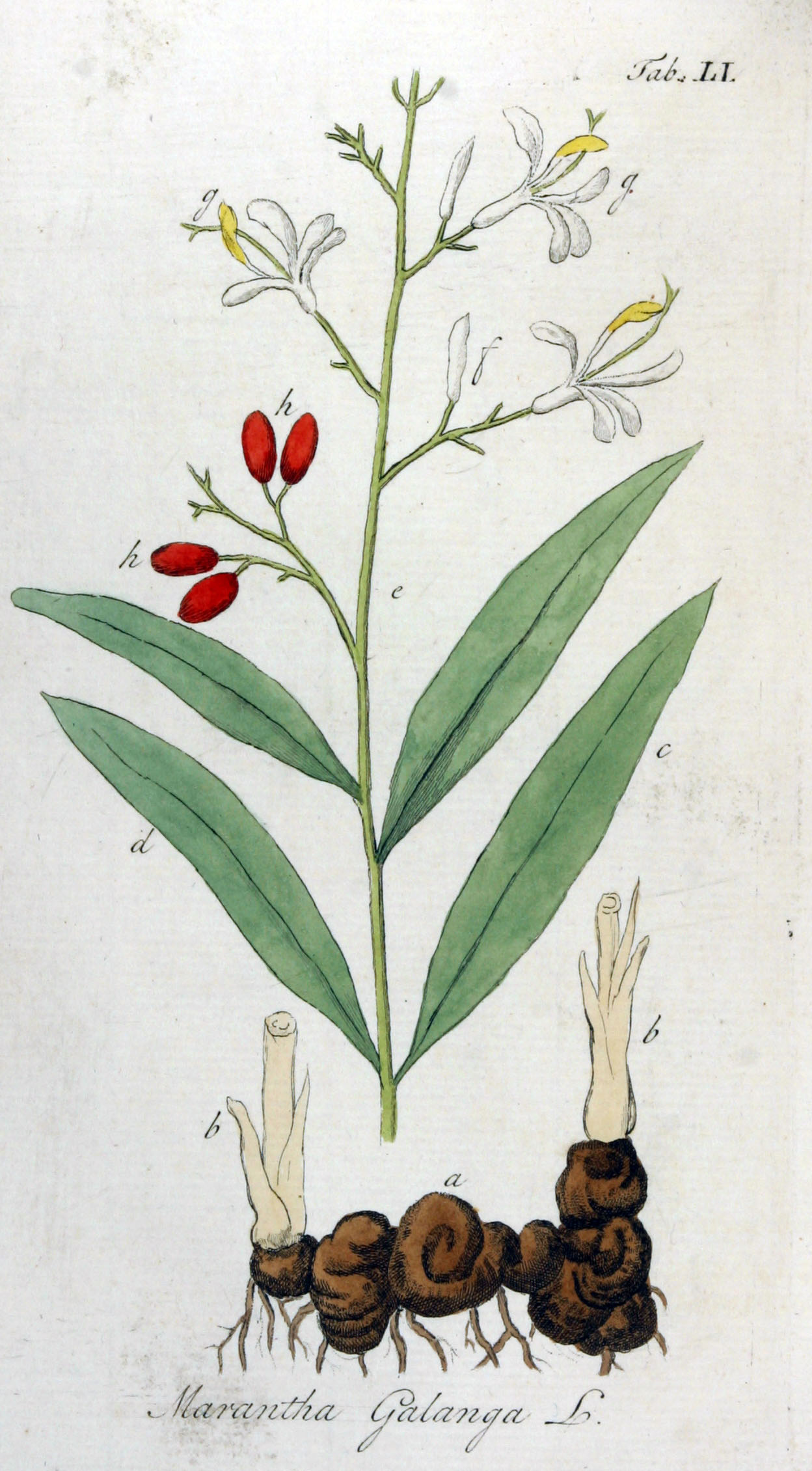
A. galanga・図版
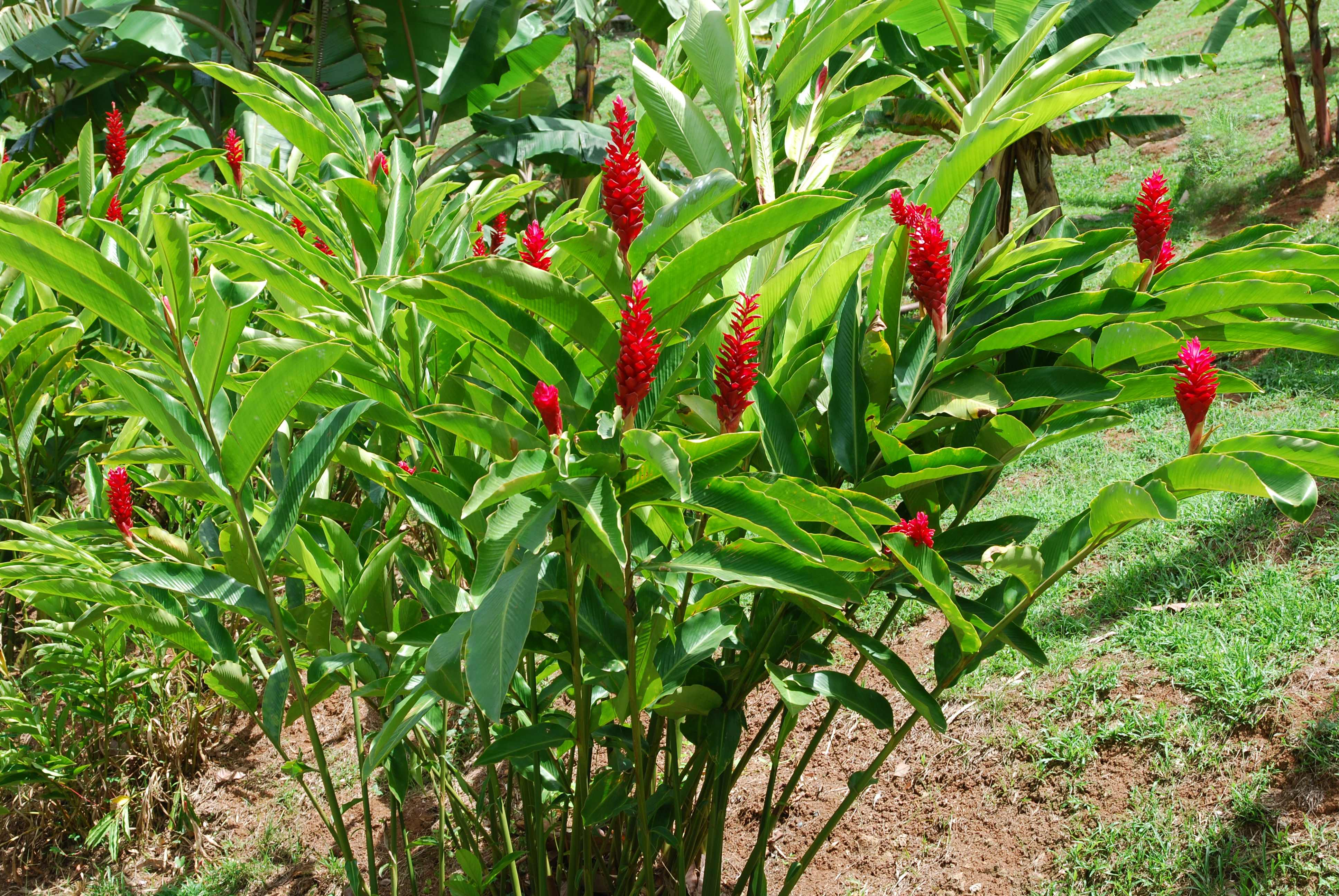
アカボゲットウ・偽茎の先から出る花序
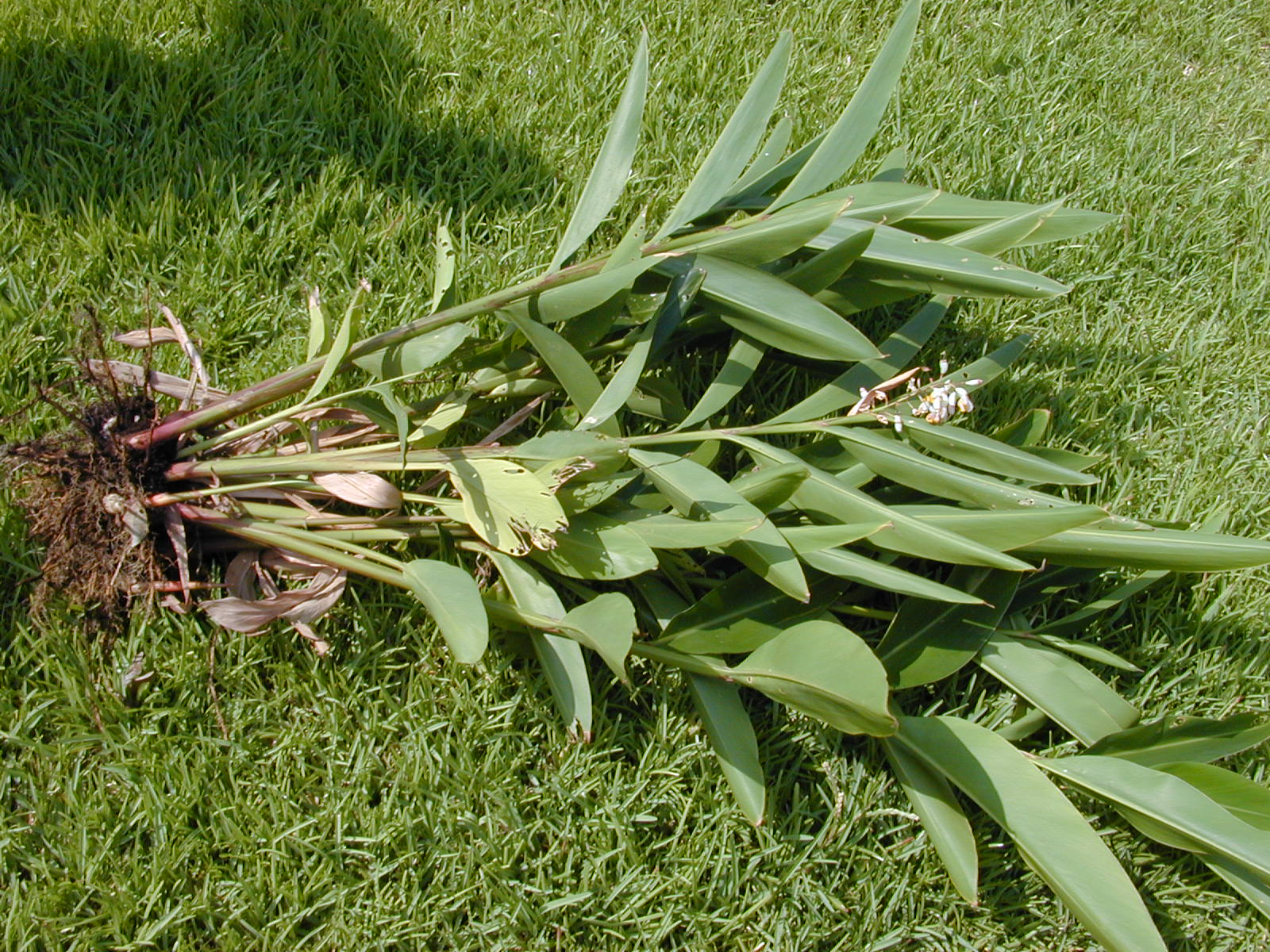
ゲットウ・地下部まで
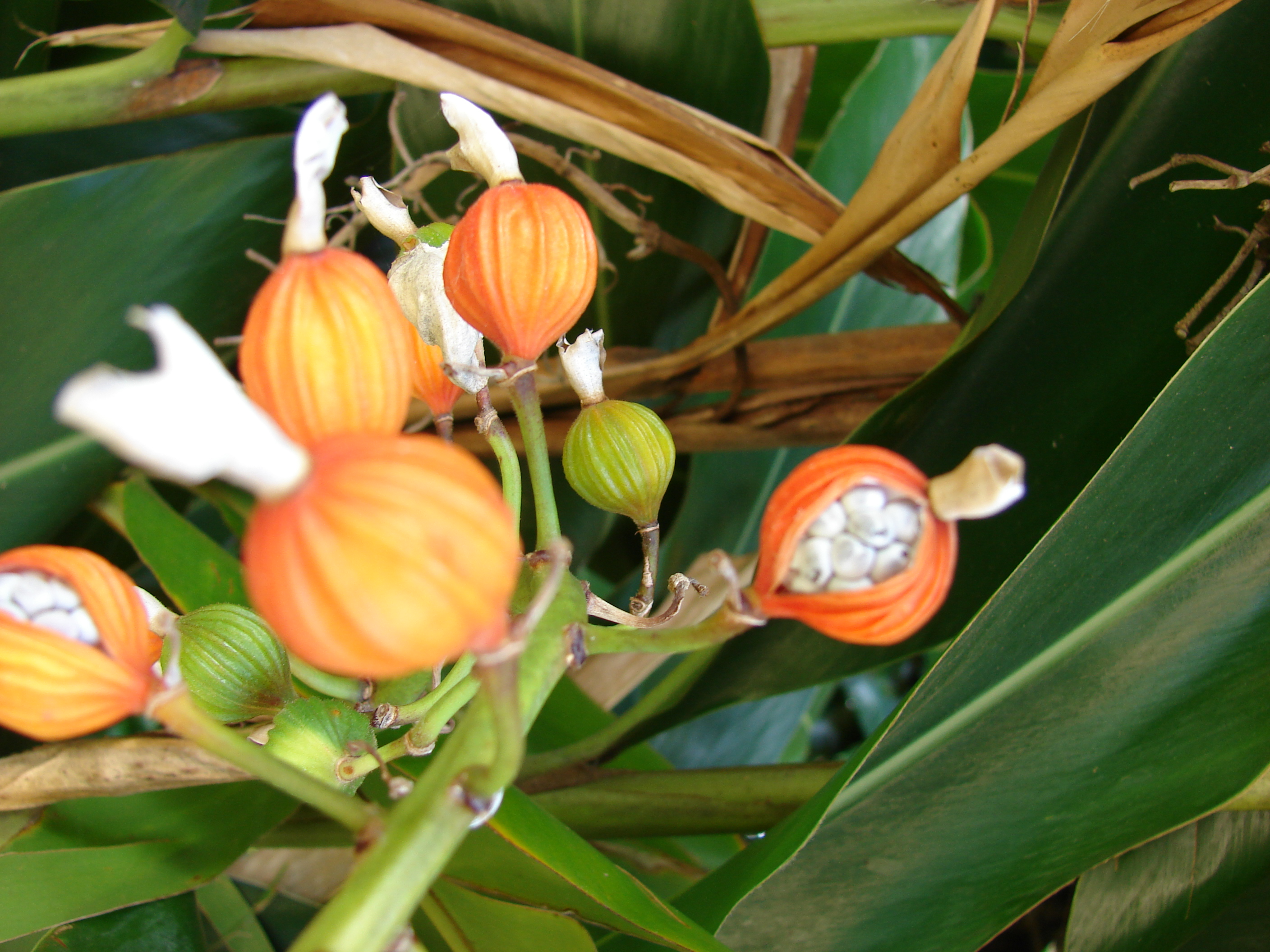
ゲットウ・果実

### 花の構造

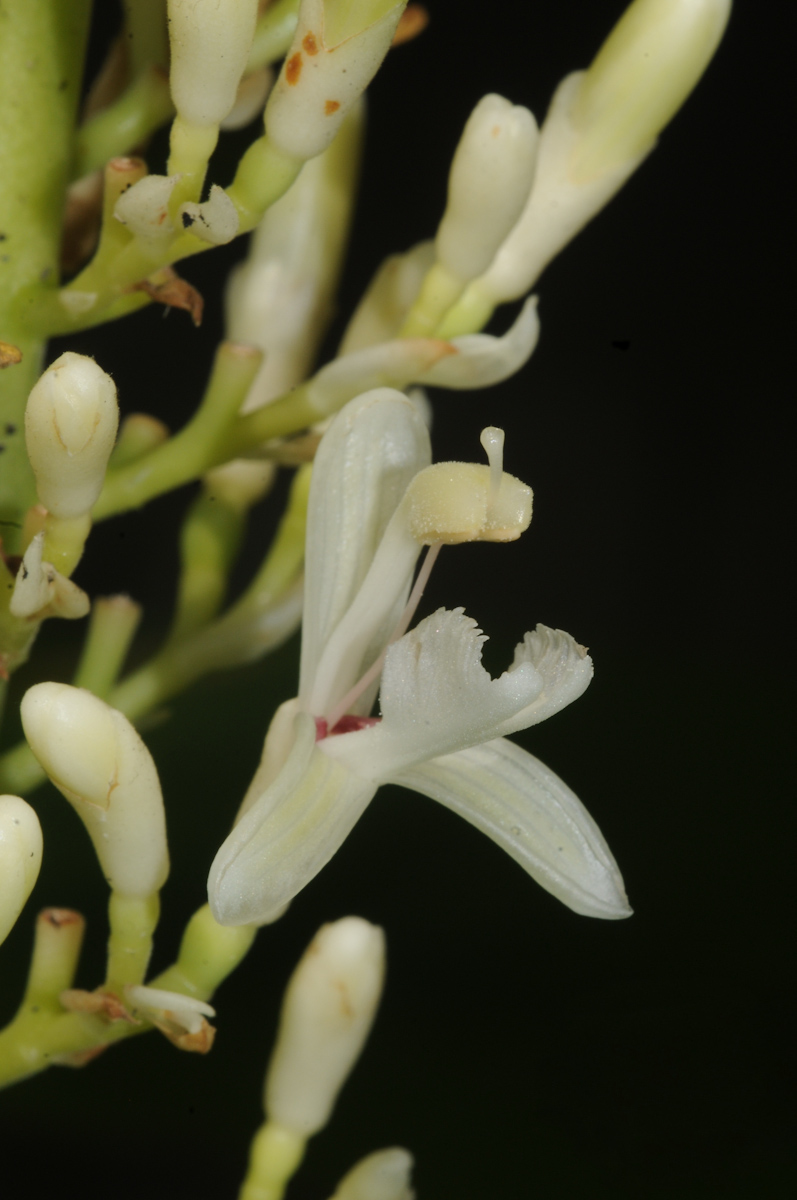
ナンキョウ A. galangaの花

ショウガ科一般に共通する部分も多いが、花の構造はとても特殊である。見た目で言うと、まず基部に筒状の萼があり、その中から雄蘂と雌しべが束になったものがラン科の蕊柱のように伸び、その背面側に細い花弁、下面側に大きな唇弁、その背後に小さな花弁が2枚ある。このうち萼片は先端で小さく3つに裂ける。花弁についてはこれは筒状になった花弁が先端から裂けたものである。花弁の筒状部は萼片より短い。唇弁と見えるのは実は雄蘂である。稔性を失ったいわゆる仮雄蘂で、本来は内外3本ずつの計6本存在したもので、このうち外の3本は1本が完全に退化し、残りの2本が互いに癒合して幅広く発達し、これが唇弁となっている。その先端は普通は2つに裂ける。内側の雄蘂3本は、その内の2本は稔性を失って退化し、最後に残った1本の雄蘂の基部に小さな付属体の形で残るか、あるいは消失する。ラン科の蕊柱のように見えるものは唯一の稔性のある雄蘂で、先端に葯がある。その柄に当たる花糸は扁平で幅広くなっている。雌しべの花柱はその下側に沿って伸び、葯の部分でその中心に挟まるようになってその先端から柱頭を出す。なお、このほかに花序の苞があるが、これは膜質で直ぐに脱落する。

## 分布
アジアの温暖な地域から太平洋諸島にかけて分布があり、およそ250種が知られる。特にニューギニアに種類が多く、上記地域以外では西アフリカに2種だけがある。

## 分類
ショウガ科は50属1100種を含む。その内で本属は子房が3室、唇弁になったもの以外の仮雄蘂が退化している点でハナミョウガ連にまとめられている。本属はさらに蕾を萼や苞が包む部分の特徴からアルピニア属 Alpinia 、ゲットウ属 Catimbium 、ハナミョウガ属（狭義） Languas の3属に細分する説もあるが、普通はこれらを亜属として認めはしても、別属とはしない。
日本ではハナミョウガが関東以西の本州に、アオノクマタケランがより南の地域にみられる他、南西諸島や小笠原には更に複数の自生種がある。ゲットウなど栽培されるものもある。

### 代表的な種
日本には以下のような種がある。
- A. bilamellata チクリンカ
- A. boninensis シマクマタケラン
- A. flabellata イリオモテクマタケラン
- A. formosana クマタケラン
- A. intermedia アオノクマタケラン

- A. japonica ハナミョウガ
- A. nakaiana イオウクマタケラン
- A. speciosa ゲットウ

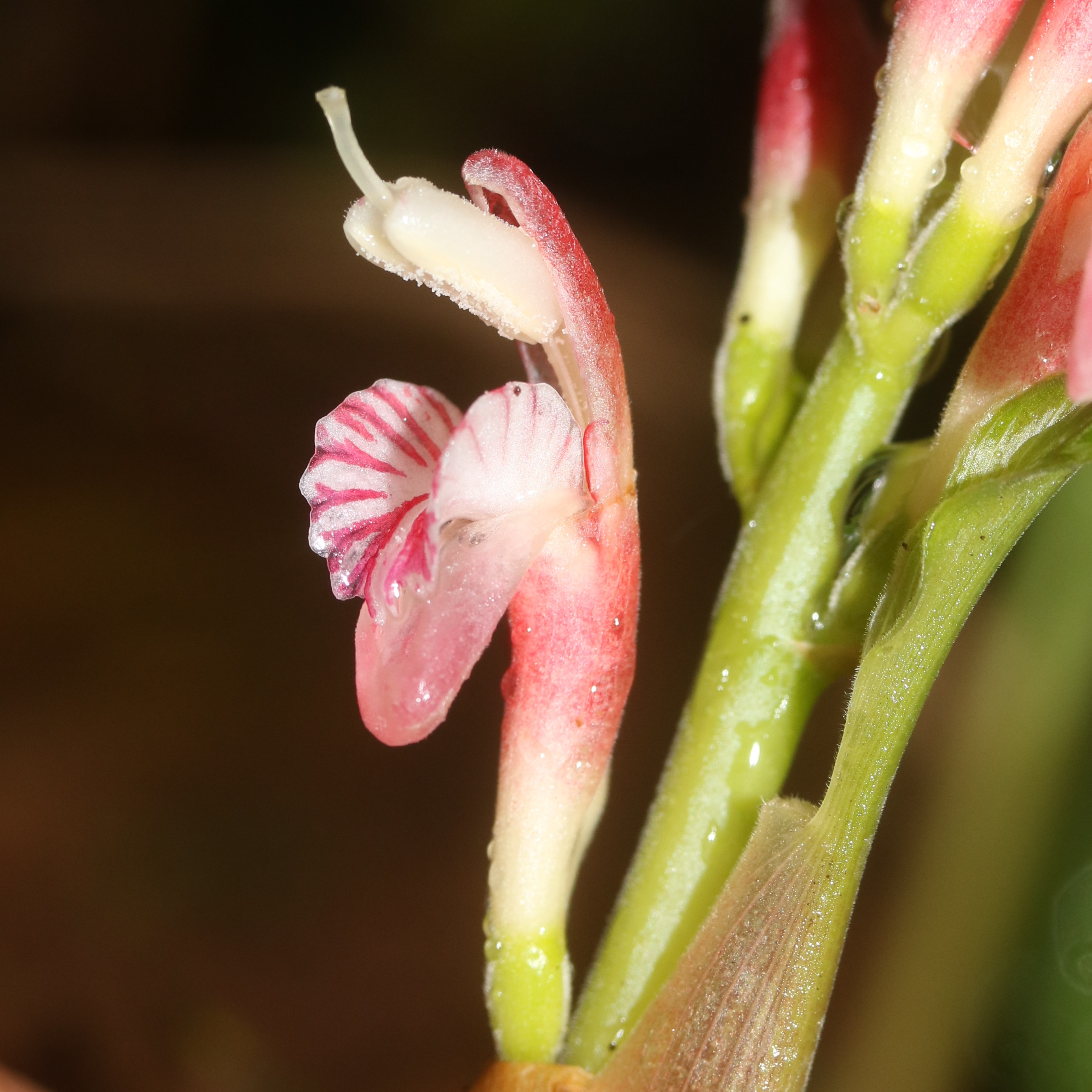
A. japonica ハナミョウガの花

以下、日本に自生のないものの代表的なものを挙げる。
- A. albplineata シロフゲットウ
- A. chinensis
- A. conchigera
- A. galanga ナンキョウ[8]（参照: ガランガル）
- A. officinarum：コウリョウキョウ（英語版）[8]（高良姜; 別名: ホソバゲットウ; 漢方名: 良姜; 参照: ガランガル）
- A. oxyphylla：ヤクチ[8]（益智）
- A. purpurata アカボゲットウ（レッドジンジャー）
- A. vittata フイリゲットウ
- A. zerumbet ゲットウ[8]

## 利用
観賞用、薬用、あるいは食品への応用など、様々な種が利用される。

## 観賞用
アカボゲットウ（レッドジンジャー）は花と苞葉が真っ赤に色づいて美しく、観賞用に栽培され、またハワイでは切り花として用いられる。フイリゲットウなどは花も葉も鑑賞の対象とされる。

## 薬用
多くの種が古くから薬用とされてきた。上記リストの漢字表記は漢方での名である。日本でもクマタケランやハナミョウガは漢方薬としての名がある。特にナンキョウ A. galanga は健胃、胃痛から地域によっては鼻風邪、咳止めからコレラにまで効くとして、インドからマレーまで熱帯域で広く栽培され、また帰化している。

## 食品への利用
東南アジアでは果実を果物として利用する例があるが、いずれもごく地域的なものに限られる。A. conchigera はその根茎を調味料や酒の香味付けに用いる。

### その他
東南アジアの各地で偽茎を裂いてマットや編み物材料に利用する。また葉を屋根を葺くのに用いる例もある。